# Tomaso Albinoni
Tomaso Giovanni Albinoni (Venetië, 8 juni 1671 – aldaar, 17 januari 1751) was een Venetiaans barokcomponist en violist.

## Leven
Albinoni studeerde viool en zang, maar was als componist autodidact, hetgeen zijn uitzonderlijke muzikale talent nog specialer maakt. Tomaso wist van jongs af aan dat hij het muziekvak zou gaan uitoefenen. Na een gedegen muziekopleiding probeerde hij een positie in de kerk te verwerven, maar dat liep op niets uit. Met ouders van rijke komaf, ze stamden af uit een handelsfamilie te Venetië, kon hij het zich dan ook permitteren om zich uitsluitend met muziek bezig te houden. Hij had het niet nodig om voor een kerk te werken, in tegenstelling tot veel van zijn leeftijdgenoten, zoals Vivaldi, Zani en Geminiani. Zijn eerste opera, Zenobia, regina de Palmireni, kwam in 1694 in Venetië op de planken. Mogelijk kwam hij in 1700 in dienst bij Ferdinando Carlo Gonzaga, hertog van Mantua en Monferrato. Zijn suites op. 3 droeg hij in 1701 op aan Cosimo III de' Medici, hertog van Toscane.
Van Albinoni's leven is betrekkelijk weinig bekend, ondanks de status die hij al spoedig als componist genoot. Hij trouwde in 1705, waarbij de kapelmeester van de San Marco te Venetië, zijn vriend Antonio Biffi, als getuige optrad. Hij lijkt weinig contact met het muzikale establishment in Venetië te hebben gehad, hoewel hij om zijn opera's al vroeg beroemd was in vele Italiaanse steden. In 1722 nodigde Maximiliaan II Emanuel van Beieren hem uit om twee van zijn opera's te komen opvoeren in München. 
Rond 1740 werd een bundel vioolsonates van Albinoni als postuum werk gepubliceerd door een Franse muziekuitgever. Lange tijd werd verondersteld dat Albinoni toen al overleden was, maar hij leidde een teruggetrokken leven in Venetië, waar hij op bijna 80-jarige leeftijd stierf aan diabetes.

## Werken
Albinoni componeerde 81 opera's, 99 sonates, 59 concerto's en 9 sinfonia's. Verder cantates en kamermuziek. Johann Sebastian Bach was een bewonderaar van zijn werk. Bach  bewerkte vier driestemmige contrapuntische sonatedelen (uit een verzameling van 12 ensemblesonates door Albinoni die in 1694 bij Giuseppe Sala in Venetië voor het eerst in druk was verschenen) tot vierstemmige fuga's voor orgel en voor klavecimbel (BWV 946, 950, 951 en 951a).
De hobo- en vioolconcerten uit de bundel Concerti a cinque (opus 9) en de Sonate da Chiesa (opus 6) zijn de meest bekende stukken uit de  composities van Albinoni. Ook zijn trompetconcerten kennen heden ten dage nog uitvoeringen ervan. 
50 opera’s, 40 cantates, solo concerten, kamermuziek en sinfonia’s. 

### Adagio
Albinoni is vooral bekend vanwege het Adagio voor strijkers en orgel in g-mineur. Het werd in 1958 door Remo Giazotto gepubliceerd. Het zou een bewerking zijn van een fragment uit het tweede deel van een Sonate in g-mineur. Later bleek dat het hele stuk door Giazotto zelf geschreven was.
Dit Adagio is te horen in vele films en televisieprogramma's en is in vele versies gebruikt in de populaire muziek. Het is ook de achtergrondmuziek in Liesbeth Lists lied De kinderen van de zee. The Doors speelden een rockversie van het Adagio als A Feast of Friends op het album An American Prayer.